# Maxina ou a filla espúrea

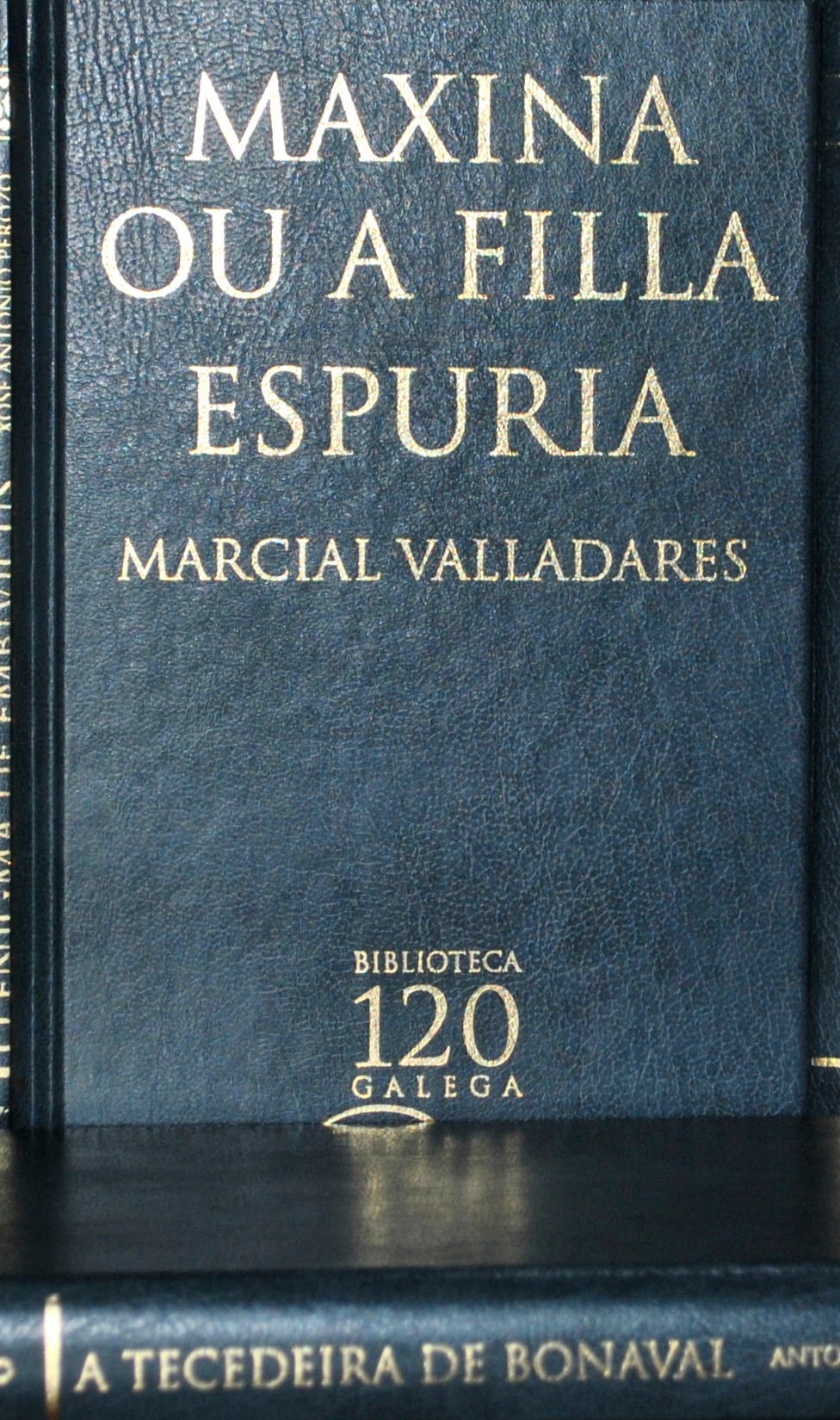
Maxina ou a filla espuria.

Maxina ou a filla espúrea (título en gallego cuya traducción al español sería Maxina o la hija espuria) es una novela de Marcial Valladares Núñez. Publicada en 1890 (pero editada ya en forma de folletín a lo largo de 1880 y cuyo manuscrito data de 1870), se trata de la primera novela en lengua gallega. 
Maxina (título con el que se la conoce abreviadamente) es una novela romántica, de asunto contemporáneo, con episodios truculentos y trama folletinesca, que termina con un desenlace sorprendente.

## Argumento
Otilia de Sancti-Petri, tras ser violada, da a luz a los 16 años y en casa de unos agricultores a una niña que es llamada Maxina. Tras el parto, la deja en la inclusa, de la que es rescatada por los labriegos que la ayudaron a nacer (Inés y Caitán), que terminan criándola en la aldea junto a su propio hijo, Ermelio. 
Tras morir Inés y Catián, los dos muchachos se ven obligados a trabajar en casa de otros labradores. De ahí son sacados por Salvio, padrino de Ermelio, que está infelizmente enamorado de Otilia, y por el Marqués de Tría-Castela, enamorado de Maxina. El Marqués desconoce que esta es su nieta, pues el padre de Maxina resulta ser su hijo, que en la hora de su muerte termina por reconocer que había violado a Otilia. 
Finalmente, por un lado, los jóvenes se van a estudiar a Madrid y terminan casándose a los 18 años; por otro, Otilia, que iba a casarse con Salvio, se vuelve loca.
- Wikisource contiene obras originales de o sobre Maxina ou a filla espúrea.

- Datos: Q9030783